# Gerardo Werthein
Gerardo Werthein (Buenos Aires, 3 dicembre 1955) è un dirigente sportivo, imprenditore e politico argentino, ministro degli affari esteri a partire dal 30 ottobre 2024 nella presidenza Milei.

## Biografia
Discende una famiglia russa di origini ebraiche. Il suo bisnonno Leon Werthein emigrò con la moglie dalla regione della Bessarabia, nell'Impero russo, in Argentina nel 1904 per fuggire dai pogrom antisemiti. La famiglia Werthein avviò una vasta attività di allevamento di bestiame, formando alla fine uno dei più importanti conglomerati economici argentini, il Gruppo Werthein, che, tra le altre attività, è arrivato a possedere la compagnia telefonica Telecom.
Appassionato di cavalli, ha studiato scienze veterinarie all'Università di Buenos Aires e ha praticato equitazione a livello professionale. Dedicatosi completamente alla leadership sportiva e alla promozione dello sport agonistico di alto livello - ha promossa una tassa sulla telefonia mobile per finanziare il Centro nazionale per lo sport ad alte prestazioni - ed è diventato presidente del Comitato Olimpico Argentino (COA) nel 2009. Mentre era alla guida del COA, Buenos Aires è stata scelta per ospitare i Giochi Olimpici Giovanili di Buenos Aires 2018, la prima volta che il Paese ha ospitato un evento del CIO8.
Nel 2023, insieme agli imprenditori Gabriel Hochbaum e Bettina Bulgheroni, ha acquisito la società FLY TDF SA, con la quale, in società con il giornalista Luis Majul, ha comprato la stazione radio 107.9, che è stata ribattezzata El Observador.
Dopo la vittoria elettorale di Javier Milei alle elezioni presidenziali del 2023, Werthein ha accompagnato Milei in un viaggio a New York dove si è trovato ad assistere agli incontri di Milei con varie personalità, tra cui Bill Clinton. Dopo l'insediamento presidenziale di Milei, è stato nominato ambasciatore argentino negli Stati Uniti. La sua nomina è stata infine approvata dal Senato argentino il 18 aprile 2024.
Il 30 ottobre 2024, il Ministro degli Esteri Diana Mondino è stata licenziata a causa del suo voto a favore della revoca dell'embargo su Cuba alle Nazioni Unite. Come conseguenza il Presidente Javier Milei ha nominato nuovo Ministro degli Esteri Werthein, il quale ha assunto la carica il giorno stesso.
Lo stesso giorno, in alcune dichiarazioni rilasciate ai giornalisti di TN, Milei ha annunciato che sarebbe stato proprio Werthein a scegliere il suo successore per il posto vacante di ambasciatore argentino negli Stati Uniti d'America.